# Miguel Pereira
Miguel Pereira é um município brasileiro do estado do Rio de Janeiro, Região Sudeste do País. Localizado no Centro-Sul Fluminense, é uma estância climática situada a 618 metros acima do nível do mar.

## História
Até os anos 1700, a região era habitada pelos índios coroados (puris). Nesse século, os índios passaram a ser aldeados em missões religiosas.
A evolução histórica de Miguel Pereira acha-se ligada à de Vassouras e de Paty do Alferes, e à expansão da cultura cafeeira no vale fluminense do Rio Paraíba do Sul.
A ocupação de origem europeia da área de Miguel Pereira teve origem nas primeiras explorações de descendentes de europeus que visavam a transpor a Serra do Mar. Tais explorações prosseguiram com a abertura feita por Garcia Rodrigues Paes do Caminho Novo do Tinguá, entre o Rio de Janeiro e as Minas Gerais.
Os tropeiros que subiam o Rio das Mortes em direção a Sacra Família do Tinguá (atualmente, distrito do município de Engenheiro Paulo de Frontin), fixaram ponto de passagem em pequena várzea. Inicialmente, o local ficou conhecido como Barreiros ou Tejuco, pois, aí, se atolavam as tropas de burros que percorriam o Caminho Novo. Depois, passou a se chamar Estiva, nome de uma trama de bambu que os tropeiros usavam para colocar no caminhos dos burros para, assim, vencer a lama em sua jornada.
Algumas pequenas lavouras surgiram na região durante o século XVIII. Estas produziam açúcar ou, mais frequentemente, gêneros alimentícios para consumo no Rio de Janeiro. Em 1770, foi fundada a Fazenda da Piedade de Vera Cruz, que se tornaria importante como produtora de café na região. As terras do atual município de Miguel Pereira eram, então, subordinadas administrativa e religiosamente à Freguesia de Nossa Senhora da Conceição do Alferes, atual Paty do Alferes.

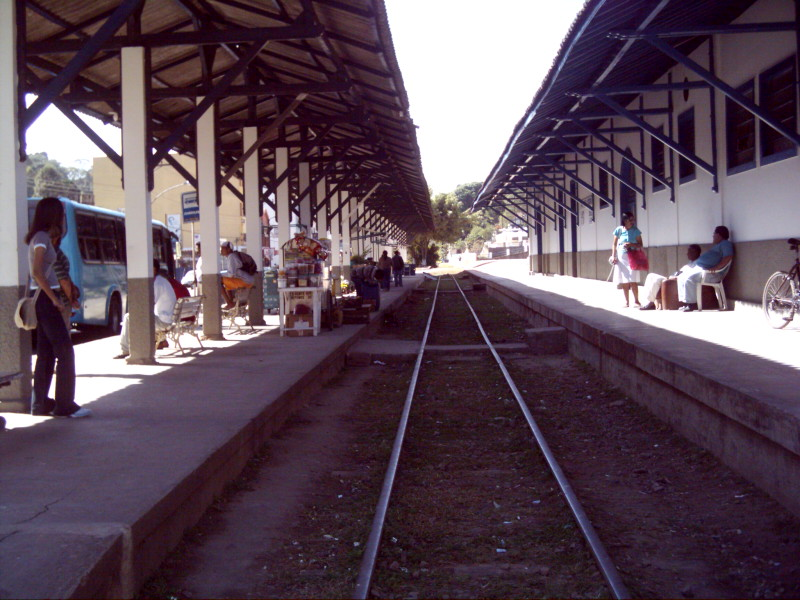
Estação Ferroviária, hoje reativada. Atração turística do Centro de Miguel Pereira.

As lavouras de café expandiram-se no início do século XIX, movidas por mão de obra escrava, constituindo-se em fator de progresso e acentuada dinamização da economia local. Esse surto de desenvolvimento motivou que a freguesia fosse elevada ao posto de vila de Nossa Senhora da  Conceição do Alferes, em 1820. Entretanto, logo depois, em 1837, a sede da vila foi transferida para a localidade de vila de Vassouras, voltando Paty do Alferes à condição de freguesia. Em 1857, a vila de Vassouras foi transformada em cidade e sede do município que administrava as terras atuais de Miguel Pereira.
O desenvolvimento da região foi apenas nas fazendas de café, com praticamente nenhum desenvolvimento urbano. Somente a partir da construção da Capela do Santo Antônio em 1898 é que os colonos de Estiva passam a erguer suas casas humildes e a formar um comércio incipiente em um núcleo urbano, incentivando, dessa maneira, a chegada de novos moradores para o lugar.
Apesar de sofrer declínio econômico devido à abolição da escravatura em 1888 e ao esgotamento das terras devido à exploração inadequada das plantações de café, o desenvolvimento urbano é impulsionado no início do século XX, quando foi aberta a linha da Estrada de Ferro Melhoramentos (incorporada à Estrada de Ferro Central do Brasil em 1903), que, partindo de Japeri, na Baixada Fluminense, atingia o Rio Paraíba do Sul na cidade de Paraíba do Sul. O eixo ferroviário estimulou o nascimento de povoações que, em sua maioria, abrigavam os próprios trabalhadores da ferrovia. Este é o caso de Governador Portela, onde parte das áreas urbanas era de propriedade da Rede Ferroviária Federal (RFFSA), que construiu toda uma vila residencial destinada aos ferroviários. Esta característica é responsável pelo desenvolvimento da sede distrital que ocorreria antes de Estiva, atual Miguel Pereira.
A urbanização das áreas adjacentes à estação de Estiva teria lugar a partir da década de 1930, quando as qualidades do clima da região foram propagadas pelo médico e professor Miguel Pereira, que, mais tarde, daria seu nome à cidade.
Desde então, a ocupação urbana teria, como vetor principal, o turismo de veraneio, que atraía e ainda atrai a população da Região Metropolitana do Rio de Janeiro. O acesso original pela ferrovia seria acompanhado na década de 1950 de uma rodovia, cuja pavimentação posterior representou grande estímulo ao desenvolvimento urbano e turístico da área.
Segundo a divisão administrativa de 1943, o município de Vassouras era formado por onze distritos, dentre os quais os de Miguel Pereira, Governador Portela e Conrado. Em 1955, os dois primeiros distritos foram desmembrados de Vassouras, a fim de formar o município de Miguel Pereira, que, assim, conquistou a emancipação, por força da Lei nº 2 626, de 25 de outubro daquele ano, e foi instalado em 26 de julho de 1956. Em 1988, Conrado também foi anexado a Miguel Pereira.

## Datas comemorativas
Dia 13 de junho é o Dia do Padroeiro da Cidade - Dia de Santo Antônio. A data é comemorada anualmente com festa realizada na praça da Igreja Matriz Santo Antônio da Estiva.
Dia 15 de agosto é o dia de Nossa Senhora da Glória, padroeira do distrito de Governador Portela. A data é comemorada anualmente com festa realizada no largo da estação de Governador Portela.
Dia 25 de outubro é o aniversário da cidade. A data é comemorada anualmente com desfile cívico.

## Geografia
De acordo com a divisão regional vigente desde 2017, instituída pelo IBGE, o município pertence às Regiões Geográficas Intermediária de Volta Redonda-Barra Mansa e Imediata de Valença. Até então, com a vigência das divisões em microrregiões e mesorregiões, fazia parte da microrregião de Vassouras, que por sua vez estava incluída na mesorregião Metropolitana do Rio de Janeiro.
| Gráfico climático para Miguel Pereira, Rio de Janeiro             | Gráfico climático para Miguel Pereira, Rio de Janeiro | Gráfico climático para Miguel Pereira, Rio de Janeiro | Gráfico climático para Miguel Pereira, Rio de Janeiro | Gráfico climático para Miguel Pereira, Rio de Janeiro | Gráfico climático para Miguel Pereira, Rio de Janeiro | Gráfico climático para Miguel Pereira, Rio de Janeiro | Gráfico climático para Miguel Pereira, Rio de Janeiro | Gráfico climático para Miguel Pereira, Rio de Janeiro | Gráfico climático para Miguel Pereira, Rio de Janeiro | Gráfico climático para Miguel Pereira, Rio de Janeiro | Gráfico climático para Miguel Pereira, Rio de Janeiro |
| ----------------------------------------------------------------- | ----------------------------------------------------- | ----------------------------------------------------- | ----------------------------------------------------- | ----------------------------------------------------- | ----------------------------------------------------- | ----------------------------------------------------- | ----------------------------------------------------- | ----------------------------------------------------- | ----------------------------------------------------- | ----------------------------------------------------- | ----------------------------------------------------- |
| J                                                                 | F                                                     | M                                                     | A                                                     | M                                                     | J                                                     | J                                                     | A                                                     | S                                                     | O                                                     | N                                                     | D                                                     |
| 277 31 21                                                         | 253 30 21                                             | 243 30 20                                             | 130 28 19                                             | 84 27 16                                              | 56 25 14                                              | 44 25 14                                              | 57 26 15                                              | 56 26 16                                              | 146 27 17                                             | 199 28 19                                             | 278 29 20                                             |
| Temperaturas em °C • Precipitações em mmFonte: Somar Meteorologia |                                                       |                                                       |                                                       |                                                       |                                                       |                                                       |                                                       |                                                       |                                                       |                                                       |                                                       |

Localiza-se a 22º27'14" de latitude sul e 43º28'08" de longitude oeste, a uma altitude de 618 metros. Possui o curioso formato de um peixe, que está praticamente sobre a Reserva Biológica do Tinguá, que, recentemente, concorreu a um dos postos das 7 Maravilhas do Rio promovido pelo jornal "O Globo". Suas colinas suaves e suas montanhas azuladas abrigam cachoeiras admiráveis e rios de curso sereno e água cristalina. Está em área de Mata Atlântica, tendo uma vasta fauna e flora.
É conhecida pela qualidade da sua produção de leite e derivados, louro, flores, doces, artesanato, embutidos e cachaça.

### Clima
Miguel pereira tem clima Tropical de Altitude Cwa, com média das máximas no verão de 24,6 graus Celsius, e média das mínimas no verão de 17,6 graus. No inverno, a média das máximas é de 18,7 e a média das mínimas é de 10,3. Com temperatura máxima registrada de 35,7 e temperatura mínima registrada de -2[carece de fontes?].
Miguel Pereira é uma cidade serrana por excelência, é considerado um dos melhores climas do mundo por ter sua temperatura média anual constante e chuvas bem distribuídas ao longo do ano. Recentemente, conquistou o título de Estância Climática. É um tradicional ponto de veraneio e possui colônias de férias de muitas categorias profissionais.

### Hidrografia
Entre o primeiro e segundo distritos, se encontra o Lago Javary, formado pelo represamento do Córrego do Saco na localidade de Barão de Javary, ocupa extensa área e possui uma rústica ponte ligando suas margens. É um dos cartões-postais da cidade e seu acesso é facilitado por estar no caminho do Centro e com uma de suas margens sendo beirada pela RJ-125, principal avenida da cidade.
Na zona da Reserva Biológica do Tinguá, se localizada a nascente do Rio Santana, que faz parte de um sistema hídrico do Rio Guandu que alimenta a Baixada Fluminense e boa parte do Rio de Janeiro com água potável. A reserva possui, ainda, uma estação de tratamento de água do tempo do Império, de onde partia a maioria de toda a água potável da cidade.

## Subdivisões
O município de Miguel Pereira ocupa uma área de 287,356 quilômetros quadrados e se divide em três distritos, a saber: Miguel Pereira (sede)Governador Portela (2º Distrito), Conrado (3º Distrito)
| Distritos          | Bairros           | Bairros              |
| ------------------ | ----------------- | -------------------- |
| Centro             | Alto da Boa Vista | Portal das Mansões   |
| Conrado            | Arcádia           | Retiro das Palmeiras |
| Governador Portela | Barão de Javary   | Rio D´Ouro           |
|                    | Cupido            | Roseiral             |
| -                  | Conceição         | Vale da Pontresina   |
| -                  | Estância Aleluia  | Vila Margarida       |
| -                  | Futurista         | Vila Suissa          |
| -                  | Lagoinha          | Vista Alegre         |
| -                  | Ramada            | Village São Roque    |
| -                  | Pantanal          | Clube Velho          |
| -                  | Parque Guararapes | -                    |
| -                  | Praça da Ponte    | -                    |
| -                  | Plante Café       | -                    |

## Transporte
O transporte público urbano do município se dá por linhas de ônibus municipais e linhas intermunicipais que cruzam a cidade.
A empresa Linave Transportes opera linhas municipais que conectam os bairros de Marco da Costa (via Vera Cruz e Francisco Fragoso), Praça da Ponte, São Judas Tadeu, Clube Velho, Ramada, Cilândia e Lagoinha.
As linhas de Governador Portela a Arcozelo, Avelar e Vista Alegre cruzam todos o Primeiro e Segundo Distritos, sendo também utilizadas no transporte municipal.
O transporte público rodoviário/suburbano se dá por ligações do município com cidades das Regiões Centro-Sul e Metropolitana. A conexão é feita de acordo com a tabela:
| Destino                        | Operador             |
| ------------------------------ | -------------------- |
| Japeri                         | Linave Transportes   |
| Nova Iguaçu                    | UTIL                 |
| Petrópolis (Bingen)            | Linave Transportes   |
| Petrópolis (Vale das Videiras) | Linave Transportes   |
| Rio de Janeiro (Novorio)       | UTIL                 |
| Três Rios                      | Linave Transportes   |
| Vassouras                      | Viação Pedro Antônio |

As principais rodovias são:
- RJ-125 (Rodovia Ary Schiavo), que, além de ser a principal avenida do Centro do município, o conecta a Japeri, Paty do Alferes, à Rodovia Lúcio Meira (BR-393) e à Região Metropolitana do Rio de Janeiro.
- RJ-121, que inicia no distrito de Governador Portela e conecta a cidade às localidades de Morro Azul do Tinguá e Sacra Família do Tinguá no município de Engenheiro Paulo de Frontin e ao município de Vassouras.
- RJ-115, rodovia não pavimentada que conecta o centro de Miguel Pereira com Vassouras, passando pela localidade de São Sebastião dos Ferreiros.

O município também é cortado por uma importante e histórica ferrovia:
- Linha Auxiliar da antiga Estrada de Ferro Central do Brasil, que atualmente liga Miguel Pereira (passando pelo distrito de Governador Portela) às cidades de Paty do Alferes, Vassouras, Paraíba do Sul e finalizando em Além Paraíba, no estado de Minas Gerais.[13][14]

O transporte ferroviário esteve ativo no município desde o final do século XIX até o ano de 1996, principalmente durante o funcionamento do pátio de Governador Portela, onde abrigava uma oficina de reparo de vagões e locomotivas e por onde eram realizadas as manobras dos cargueiros da Linha Auxiliar da antiga Estrada de Ferro Central do Brasil. Entre 1986 e 1995, o turístico Trem Azul da Rede Ferroviária Federal (RFFSA), em parceria com empresas de turismo, ligava o Centro de Miguel Pereira ao distrito de Conrado, em passeios ocorridos sempre aos fins de semanas e feriados.
Com a privatização da malha ferroviária da RFFSA em 1996, este modal acabou desativado e o trecho da ferrovia que se direcionava ao município acabou abandonado, juntamente ao pátio de manobras. Porém as autoridades locais em parceria com a Oscip Amigos do Trem, pretendem em breve reativar o transporte ferroviário em Miguel Pereira, com o objetivo de estimular o turismo pela região, manter viva a preservação de sua memoria ferroviária, além de favorecer o comércio local. 

## Estrutura de Governo Municipal
- Prefeito Municipal - André Pinto de Afonseca ;
- Vice-Prefeito - Pedro Paulo Sad Coelho

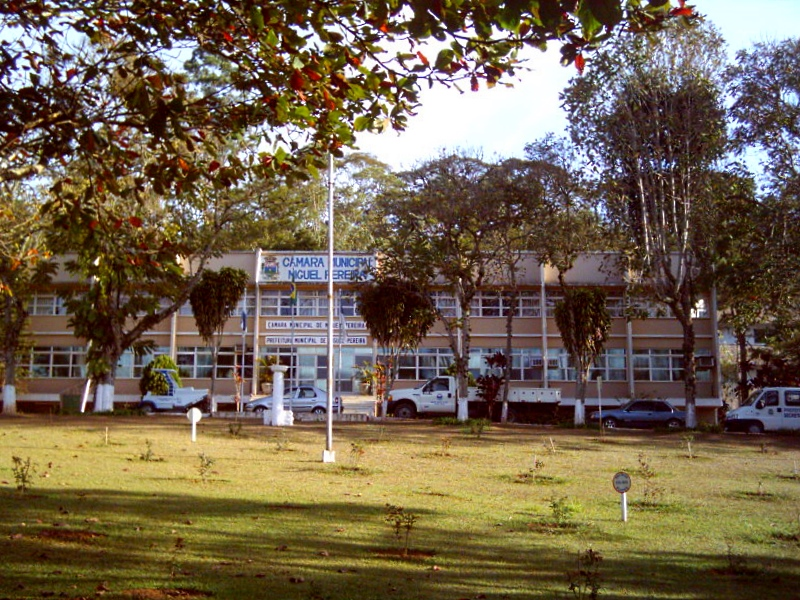
Câmara Municipal, no Centro de Miguel Pereira.

### Secretários
- Chefia de Gabinete (GAP) - Fernando Portela
- Administração e Recursos Humanos (SMARH) - José Luiz Torres de Andrade
- Fazenda e Finanças (SMFPF) - Carolina Gorito de Oliveira .
- Obras, Serviços Públicos,  (SMOSP)- Adalberto Curvelo de Oliveira;
- Educação, Ciência e Tecnologia  (SMECT) - Amine Elmor
- Saúde (SMS) - Elaine de Abreu Stelmann
- Agricultura e Pesca (SMAP) - Oudair Teixeira Azevedo
- Turismo e Desenvolvimento Econômico  (SMTDIC) - Alessandro Fonseca da Silva
- Desenvolvimento Social, Direitos Humanos e Habitação  (SMDDH) -  Igor Costa Viana dos Santos
- Transportes Urbanos e Segurança Pública (SMTUS) - Bruno Sabag
- Meio Ambiente  (SMMA) - Nathalia mafra Garbois Zacaroni
- Secretário de Governo ( SG) - Otoniel Moura de Paula junior
- Procurador  (PM) - Marcus Aurélius  Machado Cardoso
- Controlador Geral do Município (CGM) - Jose Carlos Curty Bahia
- Esporte , Lazer e Recreação (SMELR)-  Ronaldo do Carmo Anquieta
- Cultura  (SMC) - Nicolau Henrique Salerno
- Segurança  e Defesa Civil ( SMSDC)  - Marcio Ferreira Leite

## Pontos de interesse
Em seu território, no interior da Reserva Biológica do Tinguá, se encontram completamente abandonadas as ruínas de pedra da igreja de Santana das Palmeiras, construída por Francisco Peixoto de Lacerda Werneck, segundo barão do Paty do Alferes. Esse núcleo urbano, antes florescente, foi abandonado no início do século XX.
- Viaduto Paulo de Frontin
- Lago Javary
- Mirante da Serra
- Parque Municipal de Miguel Pereira
- Capela dos Escravos em Governador Portela

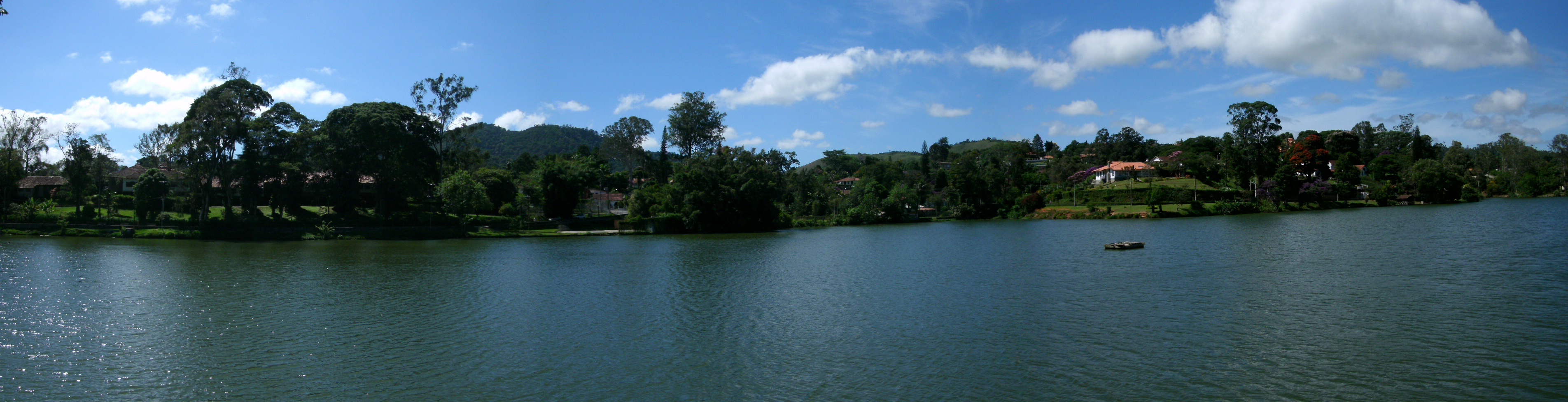
Lago de Javary

- Cachoeiras em Vera Cruz
- Voo Livre de Parapente
- Rua Coberta
- Espaço do Agricultor
- Espaço do Artesão

## Turismo em Miguel Pereira
O turismo em Miguel Pereira tem experimentado um crescimento significativo nos últimos anos, transformando a cidade em um dos destinos turísticos mais procurados no Estado do Rio de Janeiro. Foram realizados investimentos estratégicos em infraestrutura e desenvolvimento de atrativos turísticos, resultando em uma taxa de ocupação hoteleira que ultrapassa os 99% durante os feriados estaduais e nacionais, além do período de férias.
Entre as iniciativas que impulsionaram o turismo local, destacam-se o lançamento de novas atrações, como o maior parque de dinossauros do mundo, a Rua Coberta, um centro gastronômico e cultural, e a inauguração da Maria Fumaça, primeiro trem turístico do estado. Além disso, a cidade foi declarada a capital do entretenimento e da gastronomia do Estado do Rio de Janeiro, consolidando sua posição como um polo turístico de destaque na região.
Os investimentos em turismo não apenas atraíram um número crescente de visitantes, mas também geraram empregos e impulsionaram o desenvolvimento socioeconômico da cidade. Com um planejamento estratégico focado no crescimento sustentável, Miguel Pereira está se tornando uma referência em turismo no Estado do Rio de Janeiro, oferecendo uma experiência única aos visitantes e garantindo um futuro promissor para a indústria do turismo local.